# Sportloto-82
Sportloto-82 (Спортлото-82) è un film del 1982 diretto da Leonid Iovič Gajdaj.

## Trama
Il biglietto vincente di Sportloto è improvvisamente scomparso e i personaggi vanno a cercarlo, subendo varie alterazioni.